# Dwight D. Eisenhower Presidential Library

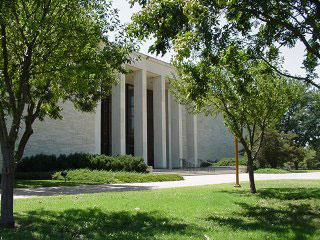
Eisenhower Presidential Library

De Dwight D. Eisenhower Presidential Library is de presidentiële bibliotheek van de vierendertigste President van de Verenigde Staten, Dwight D. Eisenhower. De bibliotheek is gevestigd in Abilene (Kansas), de plaats waar Eisenhower zijn jeugd doorbracht, en omvat onder andere het huis waar de president als jongetje woonde, alsmede de graven van Eisenhower en zijn vrouw Mamie. Het complex is dagelijks opgengesteld voor bezoekers.